# Lycaena phyllides
Lycaena phyllides är en fjärilsart som beskrevs av Otto Staudinger 1886. Lycaena phyllides ingår i släktet Lycaena och familjen juvelvingar. Inga underarter finns listade i Catalogue of Life.